# Portes de la médina de Marrakech

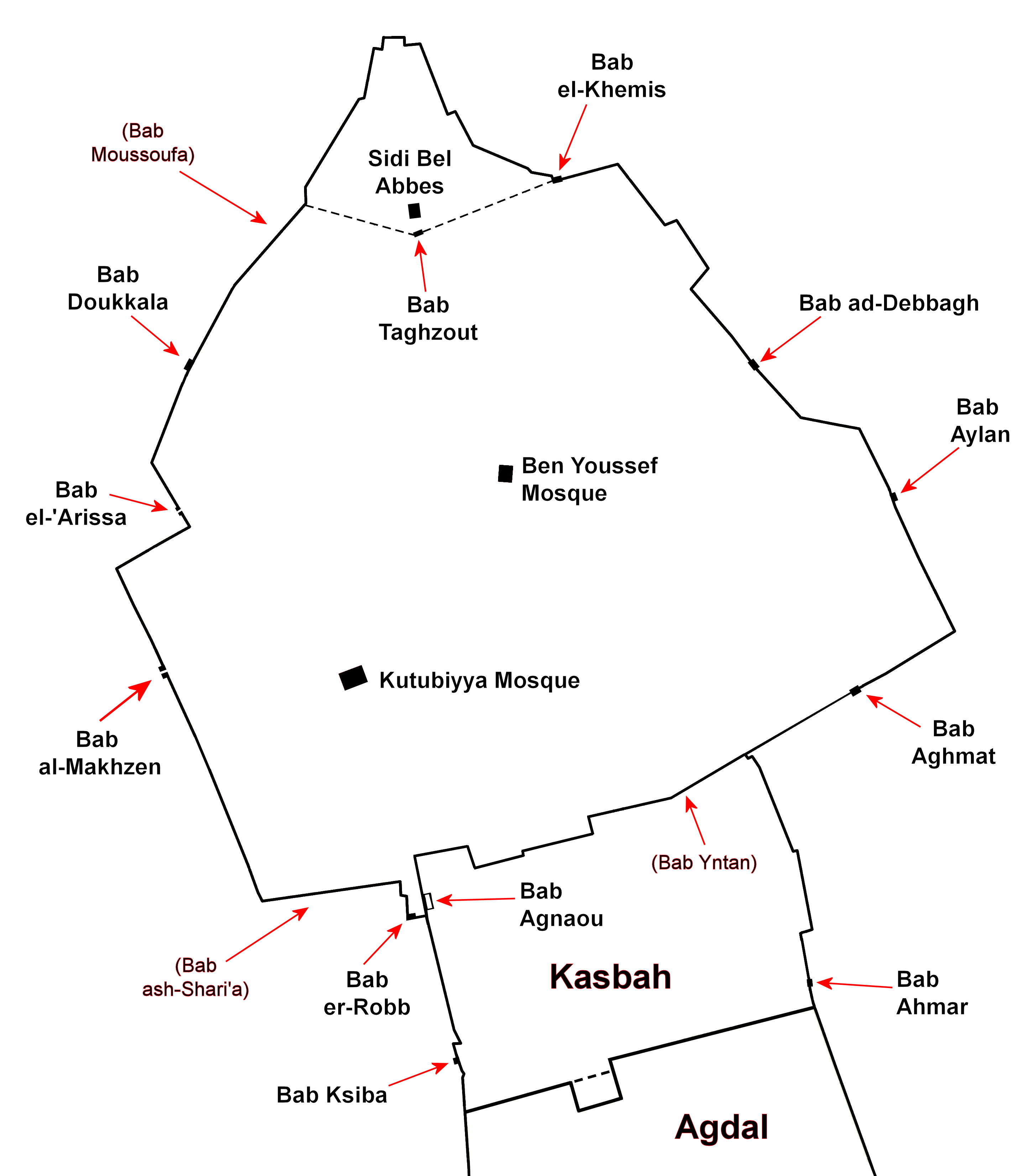
Localisation des portes de Marrakech.

Les portes de la médina de Marrakech ont été établies pour la plupart dès la construction des remparts de la ville à l'époque almoravide (XIe siècle), mais la plupart ont été remaniées par la suite. D'autres portes ont également été ajoutées lorsque les Almohades ont créé la Kasbah, qui a elle-même été agrandie et réaménagée à plusieurs reprises depuis. 
Certaines de ces portes (ou « bab » en arabe ) sont des monuments à part entière et bénéficient à ce titre d'un classement patrimonial. Beaucoup de portes médiévales disposaient d'« entrées coudées » complexes conçues pour mieux filtrer les arrivées dans la ville et faciliter la défense de la cité. De nos jours, de simples arcades ont été percées à côté de la plupart des portes historiques pour simplifier et fluidifier l'entrée en médina. Ces remaniements intervenus au cours du XXe siècle ont en outre été dictés par les nouvelles exigences liées à la circulation automobile.  

## Principales portes historiques de la médina
Voici les principales portes historiques de la médina. Les portes sont décrites ci-dessous dans l'ordre, en partant du nord-est de la médina et en progressant dans le sens horaire. 

### Bab El Khemis
Cette porte est située à l'extrémité nord/nord-est des remparts de la ville et remonte à la période almoravide. Elle était à l'origine connu sous le nom de Bab Fas ("Porte de Fès"), mais ce nom a apparemment été perdu à l'époque des Mérinides. Le nom actuel de la porte fait référence au souk ou marché en plein air qui s'y déroulait historiquement tous les jeudis (al-khamīs en arabe ). De nos jours, le marché se prolonge de manière presque ininterrompue toute la semaine juste devant la porte , tandis qu'un marché aux puces permanent, Souk al-Khemis, a été construit à quelques centaines de mètres au nord de la porte,. Juste à l'extérieur et devant la porte se trouve une qubba (mausolée en forme de dôme) abritant la tombe d'un marabout local ou d'un saint musulman. 

Son entrée extérieure est flanquée de part et d'autre de bastions carrés. Le passage de la porte consistait à l'origine en une entrée coudée qui effectuait un seul virage à 90 degrés; on pénétrait depuis l'extérieur de la ville par le nord puis l'on s'engageait vers l'ouest à l'intérieur de la médina,. Selon la légende, les vantaux de la porte ont été apportés d'Espagne par le victorieux Youssef ben Tachfine lors de la conquête d'al-Andalus. Pendant la période almohade, la guérite a été agrandie de telle sorte que son passage a effectué trois virages à angle droit supplémentaires avant de sortir vers le sud. Cela lui a donné une forme et une disposition similaires à plusieurs autres portes almohades majeures telles que Bab al-Rouah à Rabat. Le contour de la sortie d'origine de la porte, aujourd'hui murée, est toujours visible dans le mur ouest intérieur de la porte. La porte a subi une rénovation importante en 1803-04 sur ordre du sultan Moulay Slimane, commémorée par une inscription en marbre que l'on trouve à l'intérieur. À une date imprécise située entre la fin du XIXe siècle et le début du XXe siècle, le mur intérieur du passage de la guérite a été ouvert pour permettre un passage direct à travers la porte afin de faciliter la circulation dense dans cette partie de la médina, aboutissant à l'aspect que l'on connaît à la porte de nos jours. 

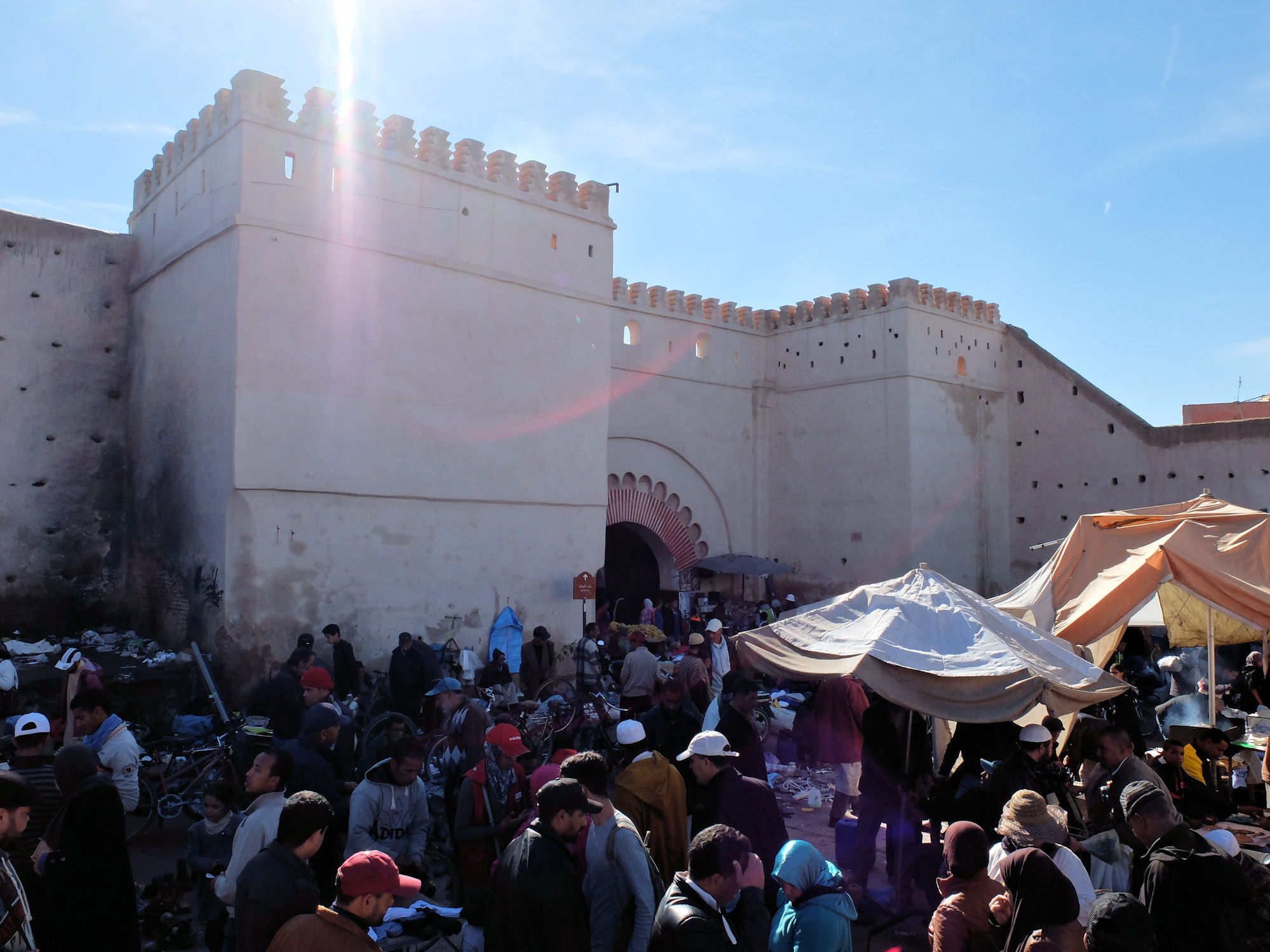
La façade extérieure (nord) de Bab El Khemis.
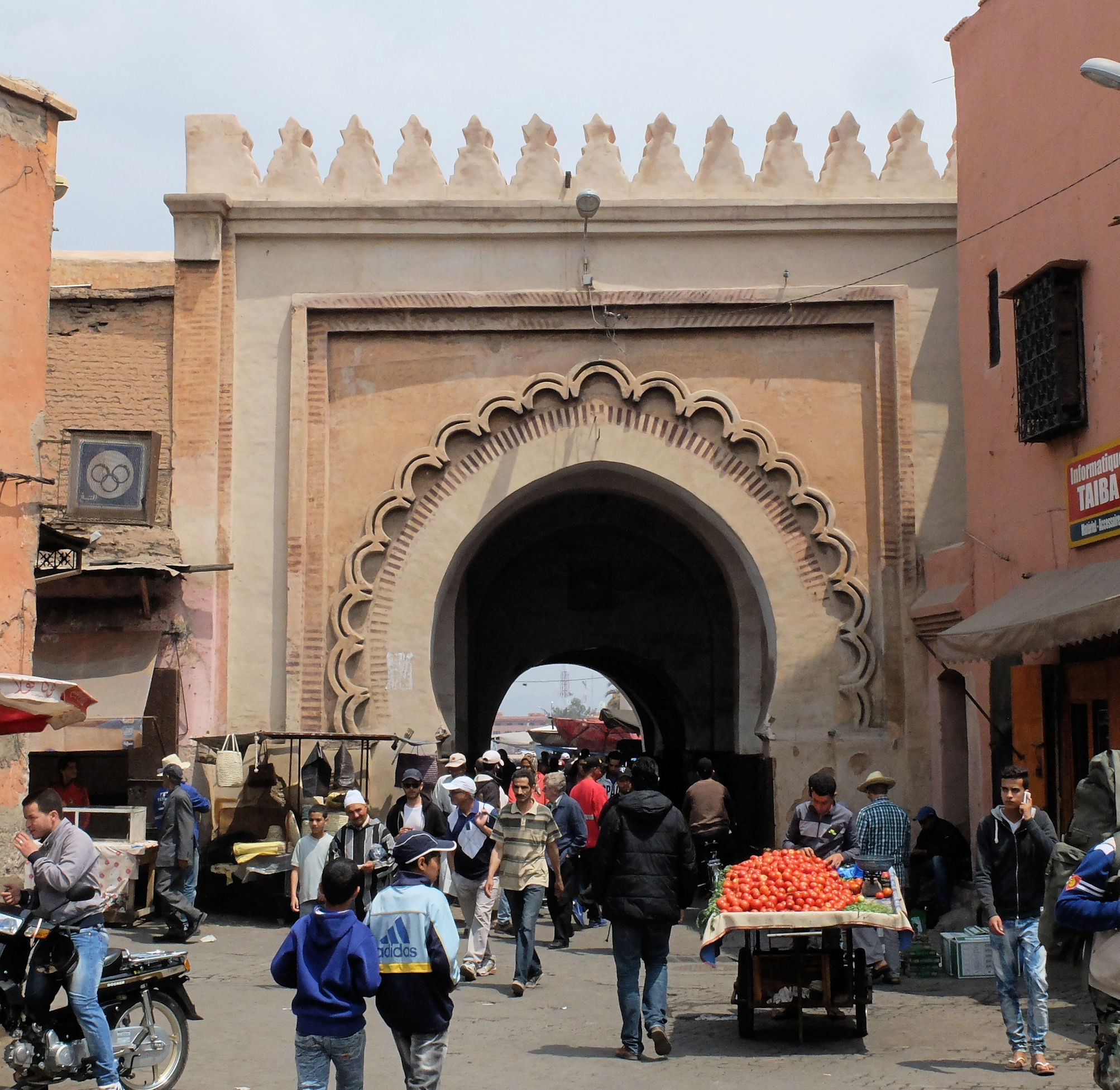
La façade intérieure (sud) de Bab El Khemis.

### Bab Debbagh

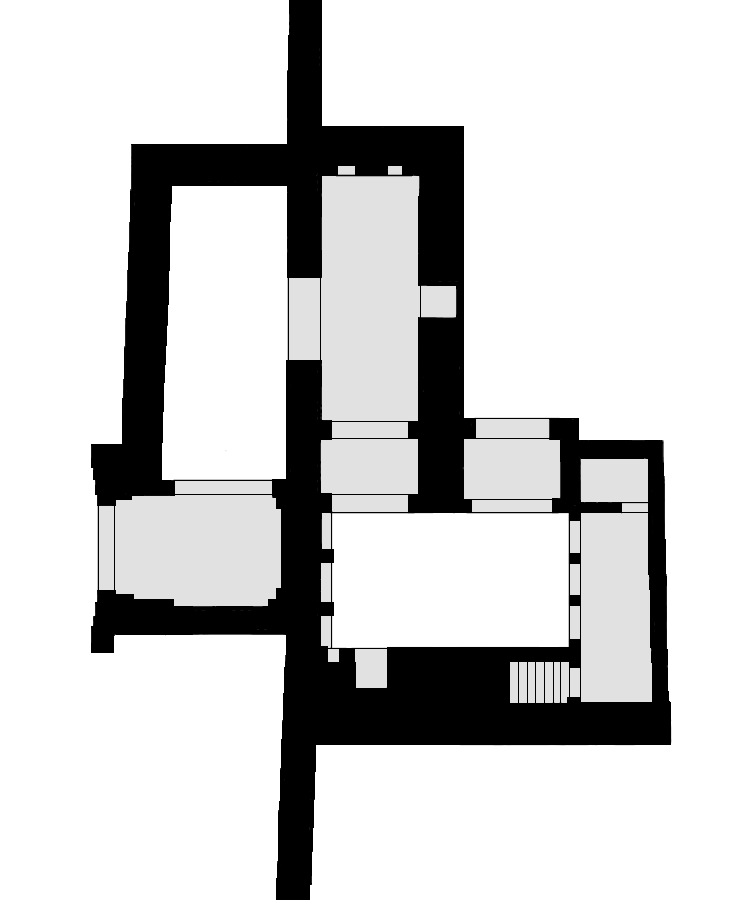
Le plan de Bab Debbagh, montrant le passage intérieur à cinq coudes (le côté intérieur est à gauche du schéma).

Bab Debbagh (ou Bab al-Debbagh) est la plus septentrionale des deux portes orientales de la ville, datant de la période almoravide. Son nom signifie « Porte des tanneurs » et fait référence aux tanneries voisines qui sont situées à ce même emplacement depuis la période almoravide. Il a la disposition la plus compliquée de toutes les portes : son passage se courbe 5 fois, décrivant un passage sensiblement en forme de S, en passant par deux cours en plein air et une salle couverte. Les érudits pensent cependant que seule la partie centrale de la porte (la chambre voûtée) est d'origine. Ainsi, la porte aurait présenté initialement une simple entrée coudée (c'est-à-dire qu'elle ne tournait à 90 degrés qu'une seule fois) à laquelle les Almohades auraient juxtaposé les deux sections de cour intérieure et extérieure. Un escalier dans le coin sud-est de la structure donne accès au toit de la porte. 

Iconographie : cette porte est illustrée par un tableau du peintre Edwin Weeks (1849-1903) « L'arrivée d'une caravane à l'extérieur de Marrakech, les montagnes de l'Atlas au loin », avec pour détail intéressant le décor almohade.  

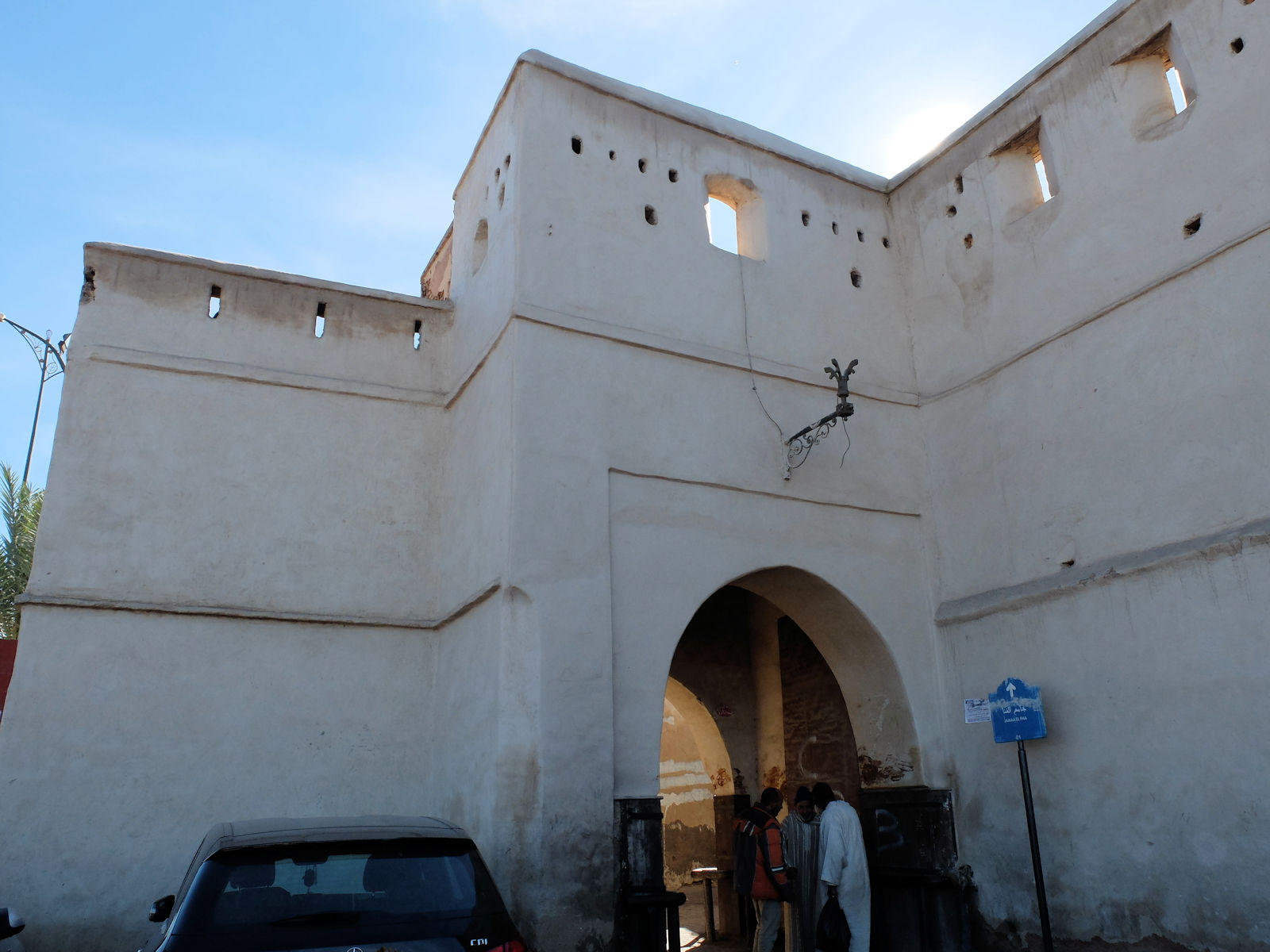
L'entrée extérieure (est) de Bab Debbagh.
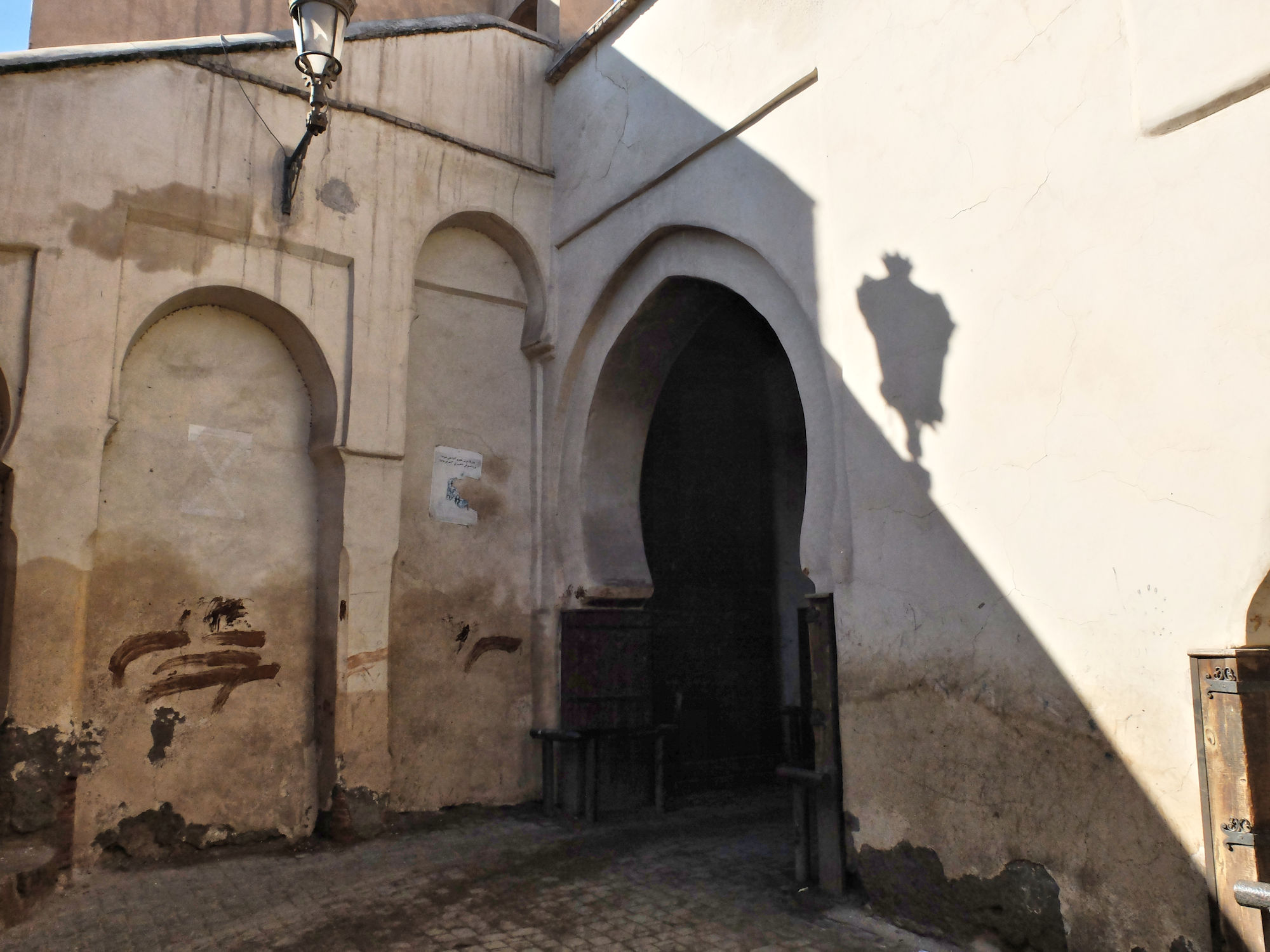
À l'intérieur de la porte, la première cour en plein air (est) et l'une des portes intérieures.
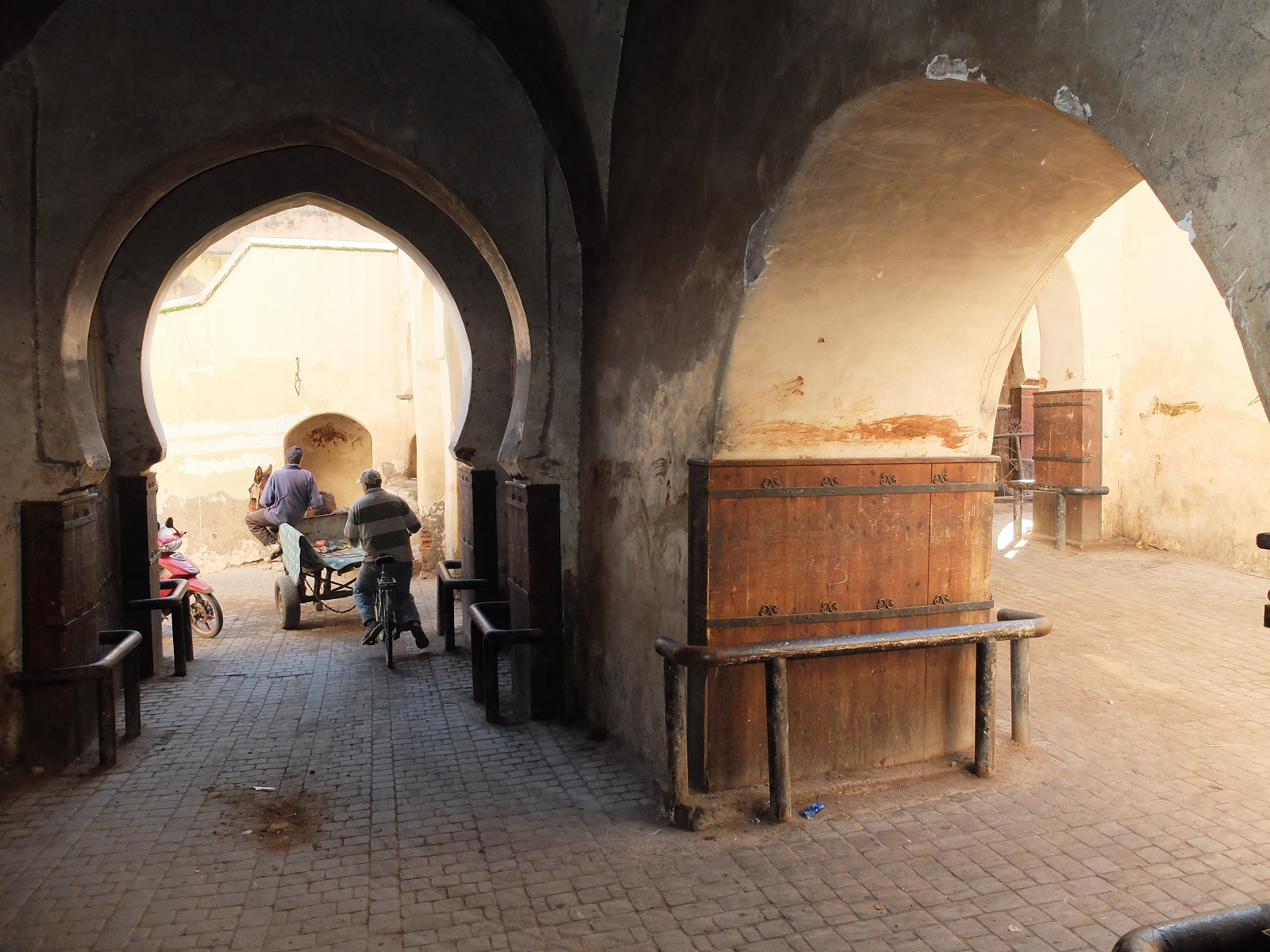
Le passage de flexion à l'intérieur de la porte.
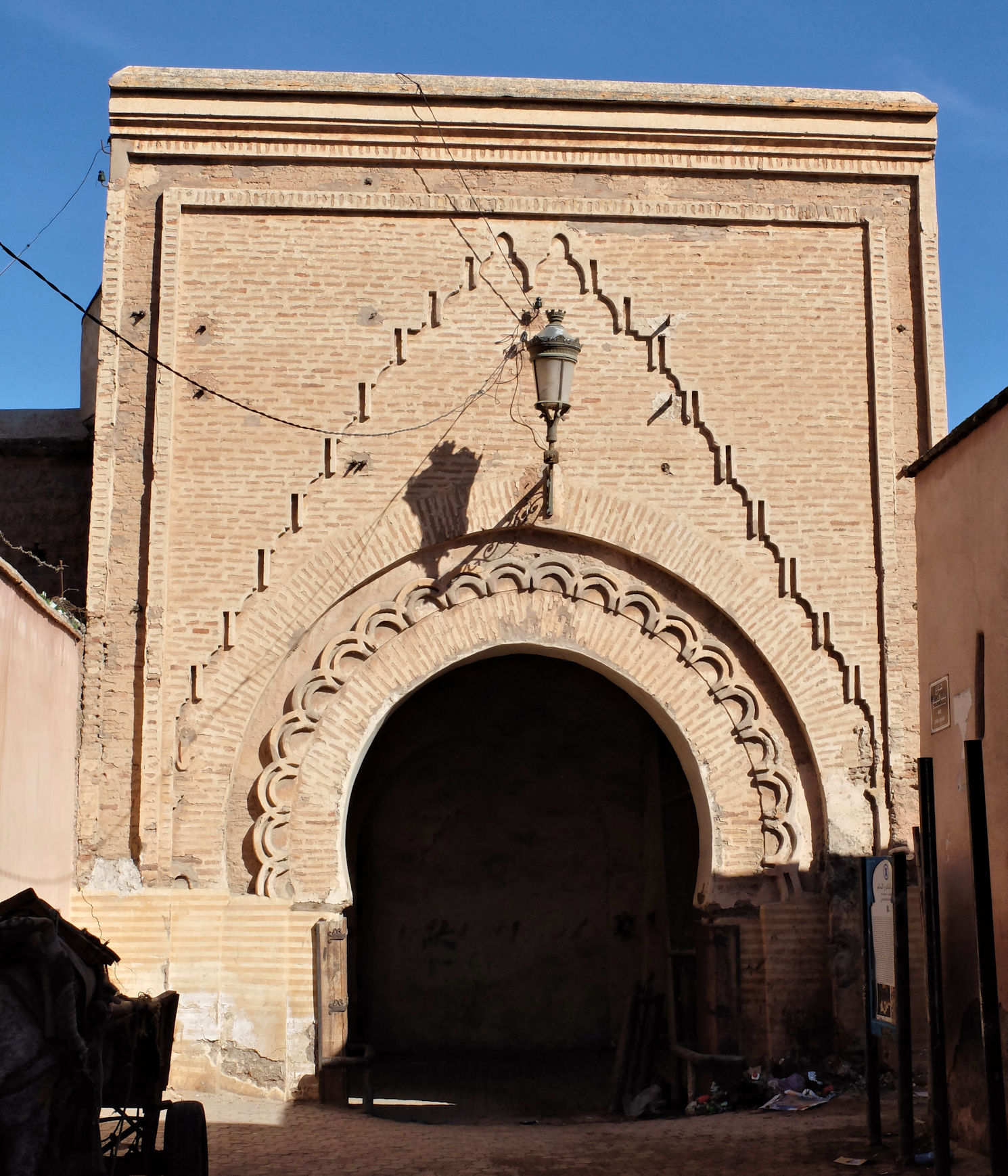
L'entrée intérieure (ouest) de Bab Debbagh (face à la ville).

### Bab Aylan
Bab Aylan est l'autre porte orientale de la ville, au sud de Bab Debbagh. Elle est nommée d'après la tribu disparue des Aylan (orthographié Haylana en arabe), qui faisait partie de la confédération berbère Masmuda  et dont la capitale était l'ancienne cité d'Aghmat Aylan. La porte a été le site de la bataille d'al-Buhayra en 1130 au cours de laquelle les Almoravides ont repoussé un assaut des Almohades (la bataille a été nommée d'après un jardin, Buhayrat al-Raka'ik, qui était situé à cet emplacement, tout près des portes orientales de la ville). La porte almoravide d'origine avait un simple passage coudé (c'est-à-dire tournant une fois à 90 degrés) situé dans un bastion sur le côté extérieur des remparts. À une date indéterminée postérieure à la période almoravide, un autre passage coudé a été ajouté au niveau du côté intérieur de la porte, de sorte que l'on pénètre dans la porte par le sud, tourne deux fois et pénètre dans la ville face au nord . 

### Bab Aghmat
Cette porte a été nommée d'après Aghmat, l'ancienne capitale régionale avant la fondation de Marrakech. La porte a peut-être aussi été appelée Bab Yintan, bien que cela soit incertain, et ce nom peut être fait référence à une autre porte qui a depuis disparu,. Comme les autres portes almoravides de la ville, elle a été considérablement remaniée depuis sa construction initiale. À l'origine, il s'agissait très probablement d'un passage courbé qui effectuait un demi-tour complet à 180 degrés, formant une structure symétrique autour de l'axe du mur : l'un pénétrait de l'ouest par un bastion sur le côté extérieur du mur de la ville, passant par un vestibule couvert, puis sortit à l'ouest du bastion sur le côté intérieur du mur, en passant par une cour en plein air . À une époque beaucoup plus récente, une cour fortifiée avec un style de construction fort différent a été ajoutée à l'extrémité extérieure de la porte, forçant la circulation à effectuer un autre virage à 180 degrés (bien qu'au siècle dernier, le mur nord de cette cour ait été ouvert pour permettre un passage plus direct). Un escalier dans le coin nord-est de la guérite mène au toit. 

### Bab er-Robb (Bab Nfis)

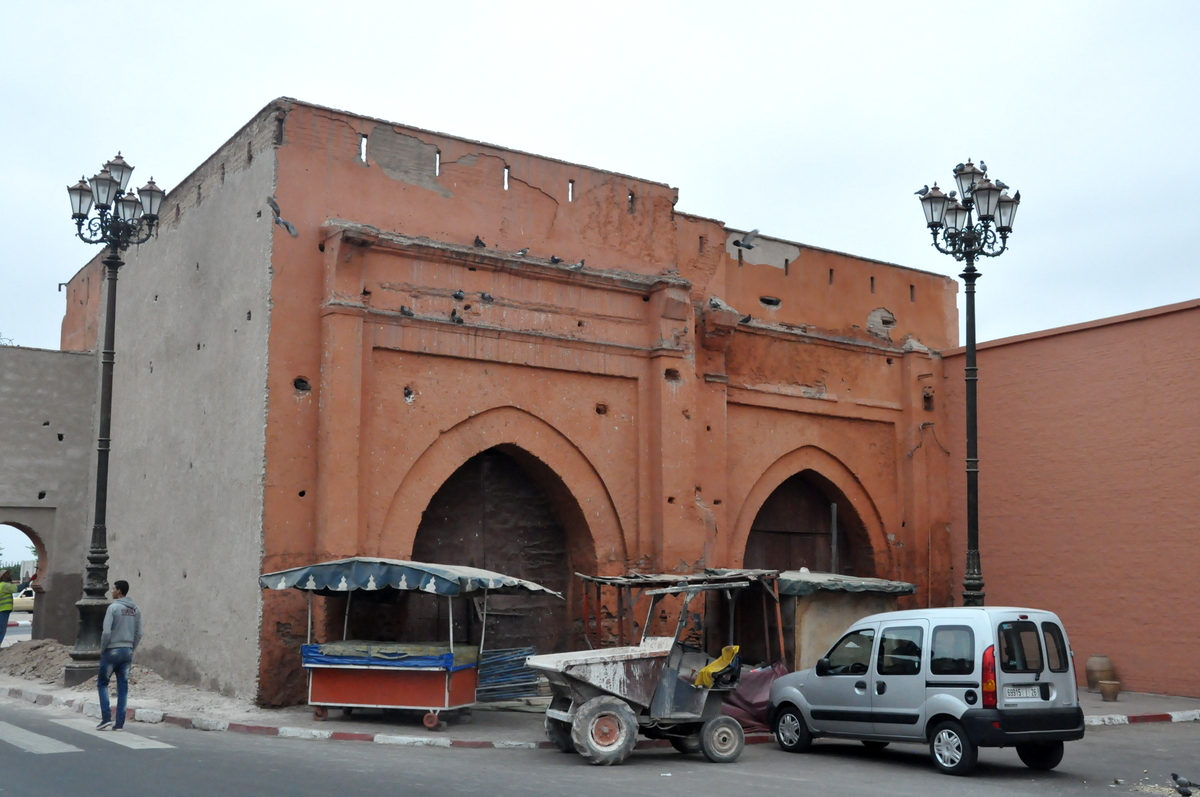
Bab er-Robb aujourd'hui.

Bab er-Robb est l'une des portes les plus insolites de la ville. Tandis que les historiens Deverdun et Allain pensent que la porte est d'origine almohade (contemporaine du règne de Ya'qub al-Mansur) en raison de son emplacement par rapport à la kasbah almohade,, l'historien Quentin Wilbaux a plus récemment soutenu que son emplacement dans le schéma plus large de la ville suggère qu'il s'agissait d'une porte almoravide originale. Tous deux croient que Bab Nfis, une autre porte décrite dans des sources historiques et nommée d'après la rivière Nfis (ou N'fis) à l'ouest de Marrakech, était très probablement un autre nom désignant la même porte. Le mot Robb ou Rubb fait référence à un type de vin cuit confectionné dans les vignobles du bassin de l'oued Nfis (vignoble qui existent toujours autour de Loudaya). Du fait de la licéité litigieuse de cette boisson traditionnelle, l'approvisionnement de Marrakech en rubb était strictement contrôlé et n'était officiellement autorisé que via cette porte. Un bassin d'eau mesurant environ 70 par 40 mètres existait autrefois à l'extérieur de cette porte, dans une zone aujourd'hui recouverte par un cimetière, et était utilisé pour la pratique de la natation. 
La structure principale de la porte est formée par un bastion à l'intérieur duquel un passage courbé entre par le nord, effectue un demi-tour à 180 degrés, puis ressort à nouveau au nord,. Aujourd'hui, les murs de la zone ont été déplacés autour du bastion de la porte de telle sorte que les deux entrées de la porte, qui font face au nord, s'ouvrent à l'intérieur des murs de la ville. Lorsque la porte a été étudiée par des érudits français en 1912, le mur de la ville avait une configuration différente. Plutôt que de se fixer sur le côté de la guérite, il s'insérait au milieu de la façade nord de la porte, entre les deux portes, de sorte que la gauche ou la porte est se trouvait à l'extérieur des murs de la ville tandis que celle de droite ou de l'ouest se trouvait à l'intérieur des murs. Étant donné que les deux entrées faisaient toujours face au nord, les voyageurs venant du sud, en dehors de la ville, devaient contourner le bastion pour y entrer par le nord. En raison de cette configuration inhabituelle, et sur la base de comparaisons avec d'autres portes de la ville, Wilbaux a émis l'hypothèse que les remparts de la ville dans cette partie de la ville ont été modifiés et déplacés autour de la porte de telle sorte que les entrées étaient inversées: la porte orientale, qui était l'entrée extérieure en 1912, était à l'origine situé à l'intérieur des murs de la ville, tandis que la porte ouest (l'entrée intérieure en 1912) était à l'origine à l'extérieur des murs de la ville. Ainsi, le bastion de la porte chevauchait le mur de la ville et sa conception était semblable à la configuration d'origine de Bab Aghmat, l'autre porte sud de la ville. 

### Bab El Makhzen

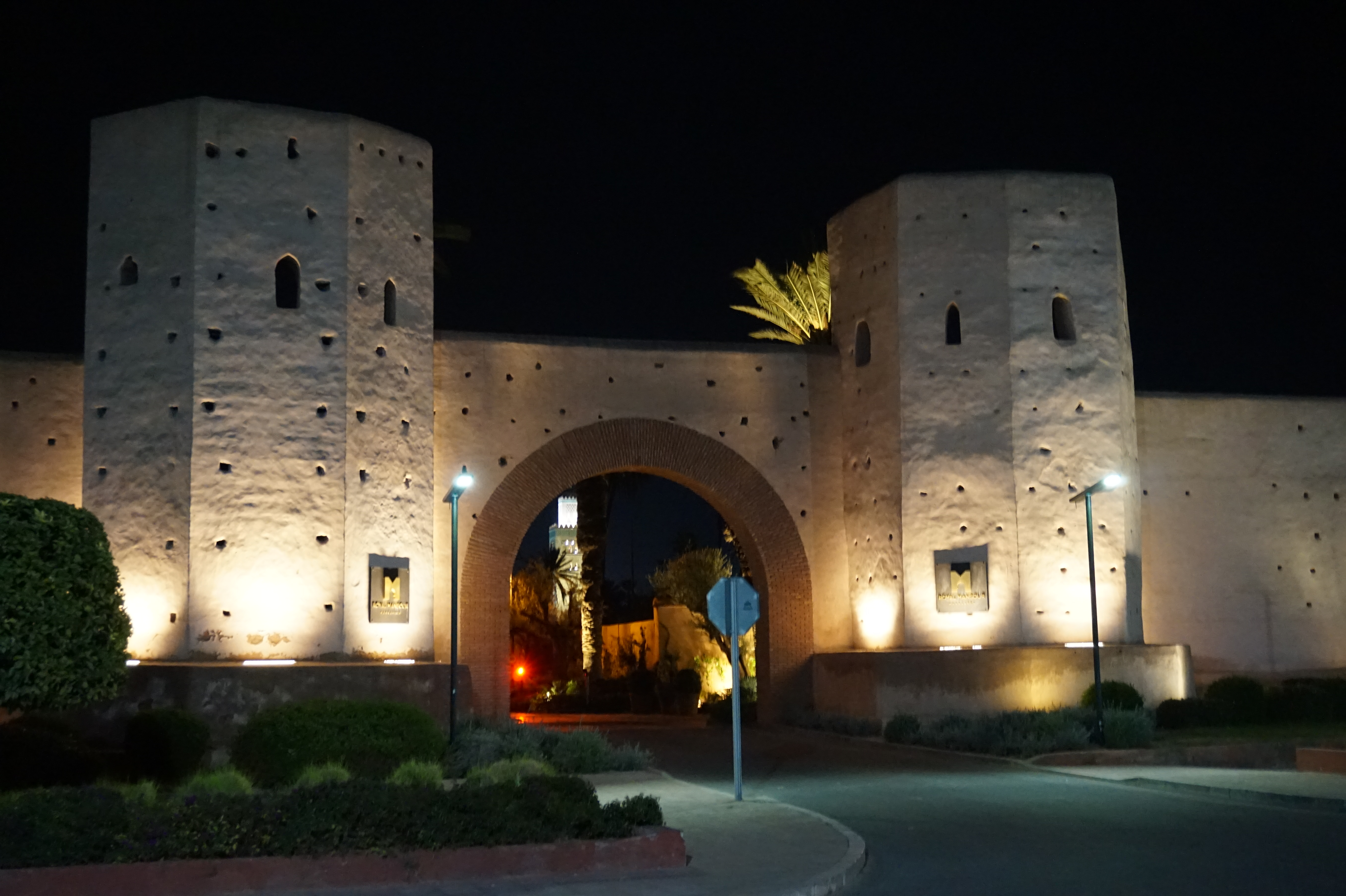
Bab El Makhzen

Bab El Makhzen est l'une des portes ouest de la ville, située à l'ouest de la mosquée Koutoubia. Elle a probablement été nommée ainsi  du fait de la présence non loin du premier palais almoravide, le Ksar al-Hajar. La porte est flanquée de tours octogonales et a été profondément remaniée. Elle avait à l'origine un simple passage coudé (esquissant un virage à 90 degrés vers le nord) mais la guérite a depuis disparu et il ne reste aujourd'hui qu'une simple ouverture. Au début du XXe siècle, la porte était murée et fermée, mais aujourd'hui une route la traverse. La porte remonte à l'origine à la période almoravide. 

### Bab Laarissa (Bab al-Raha)

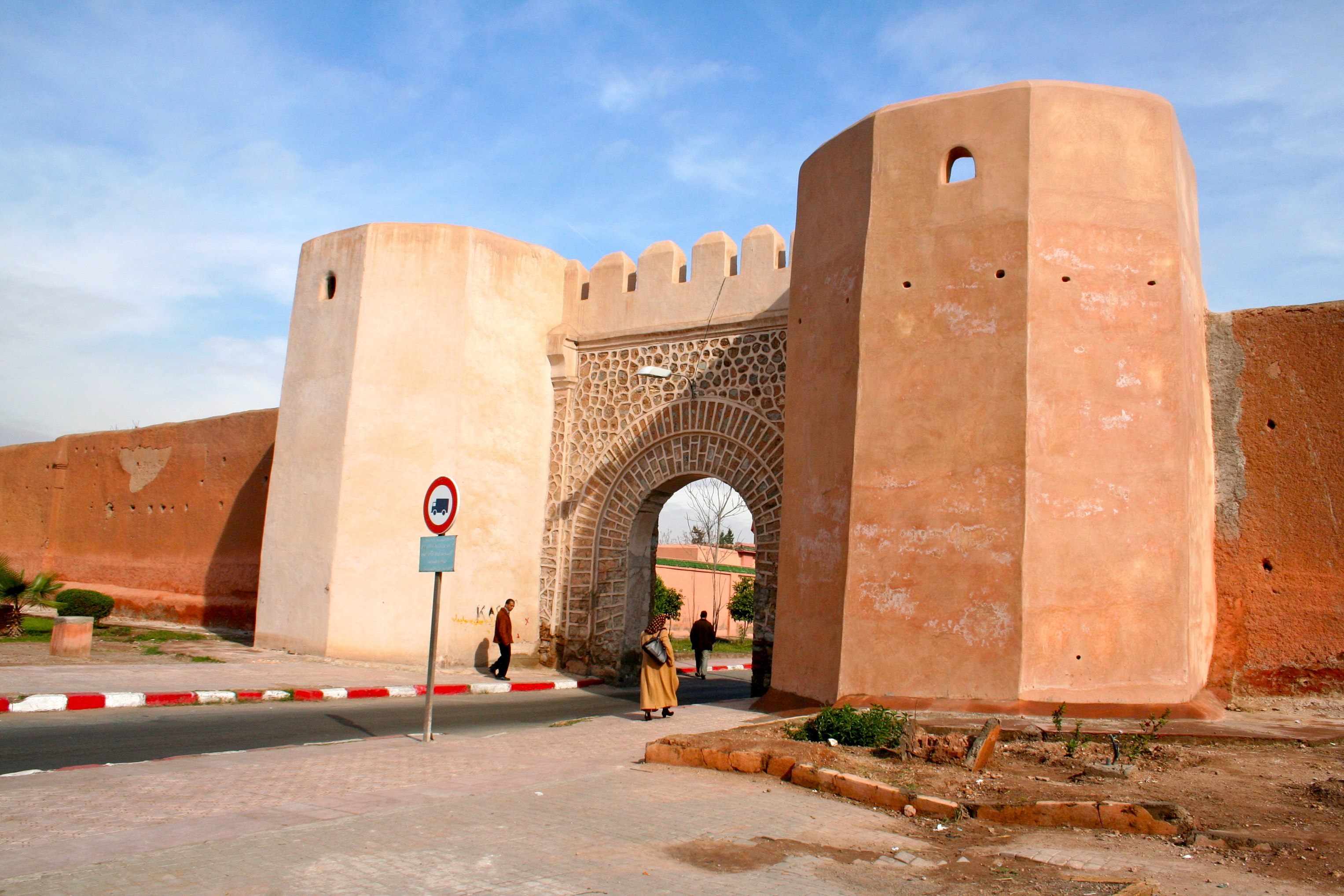
Bab Laarissa

Bab Laarissa, ou Bab al-'Arisa (qui signifie "Porte de la mariée") est également connu sous le nom de Bab al-'Arais ("Porte des fiancés ") et anciennement Bab al-Raha (ce qui signifie "abondance" ou "bien-être", c'est aussi un patronyme à Marrakech),. C'est l'autre porte ouest de la ville, située au nord de Bab El Makhzen dans un angle formé par les remparts. Comme Bab El Makhzen, la porte est flanquée de tours octogonales et avait à l'origine un simple passage courbé (tournant à 90 degrés vers le nord), mais a depuis été modifiée. Elle a été murée au début du XXe siècle mais dispose aujourd'hui d'une ouverture simple par laquelle passe une route. La porte remonte à l'origine à la période almoravide. 

### Bab Doukkala

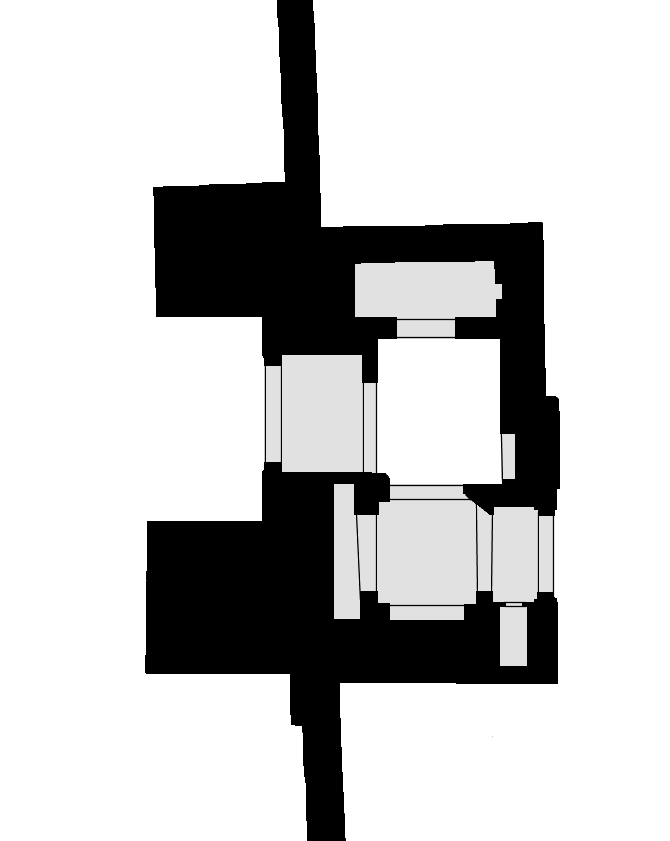
Plan de Bab Doukkala

Bab Doukkala est la porte nord-ouest de la médina. Son nom, Doukkala, est celui d'une grande confédération berbère de longue date arabisée qui a donné son nom à une plaine située dans l'arrière-pays d'El Jadida. La porte est également de construction almoravide, mais contrairement à beaucoup d'autres, elle n'a pas fait l'objet de modifications majeures (au moins dans son plan d'ensemble) et conserve sa conception à double coude d'origine. Le passage à l'intérieur de la porte se plie à angle droit à deux reprises : on entre par l'ouest, tourne au sud, puis tourne à nouveau à l'est avant de pénétrer dans la ville. Aujourd'hui, la porte est flanquée d'autres ouvertures simples dans le mur pour permettre une circulation facile. 

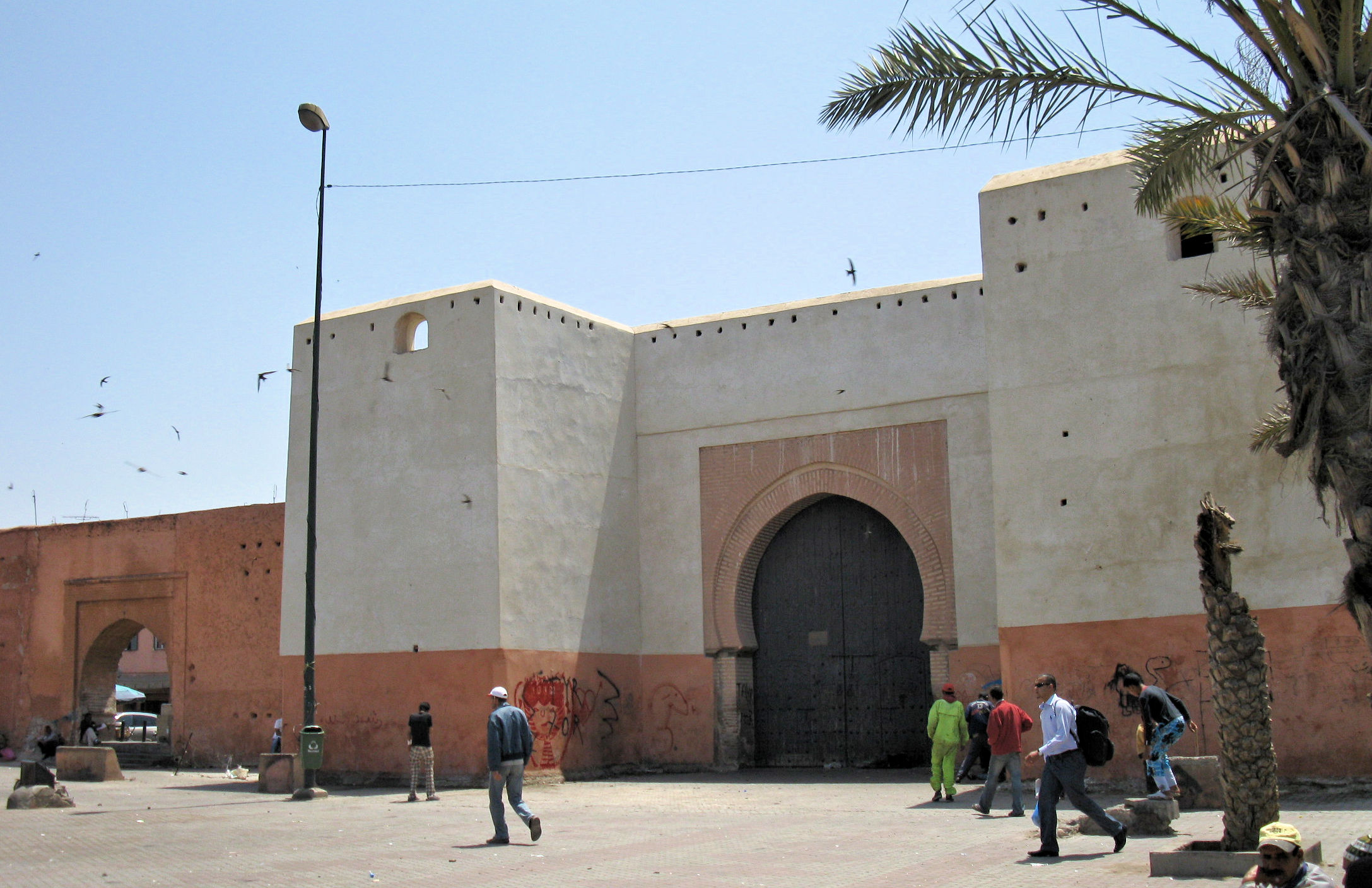
La façade extérieure (ouest) de Bab Doukkala.
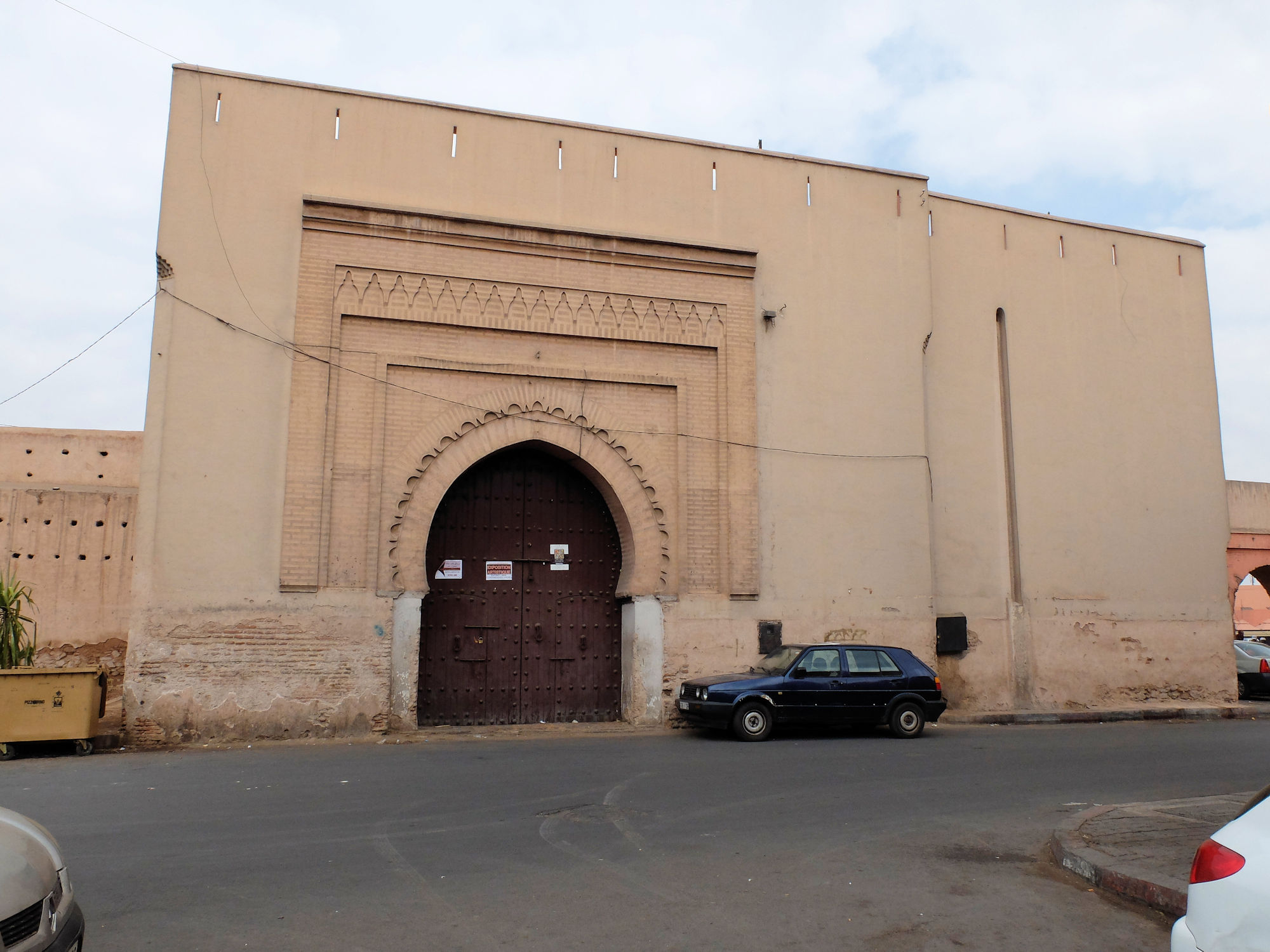
La façade intérieure (orientale) de Bab Doukkala.

## Anciennes portes de la médina
Au moins trois portes, peut-être quatre (selon le statut de Bab Yintan), ont disparu au gré des remaniements des remparts de la ville et de l'élargissement de la médina. 

### Bab Taghzout

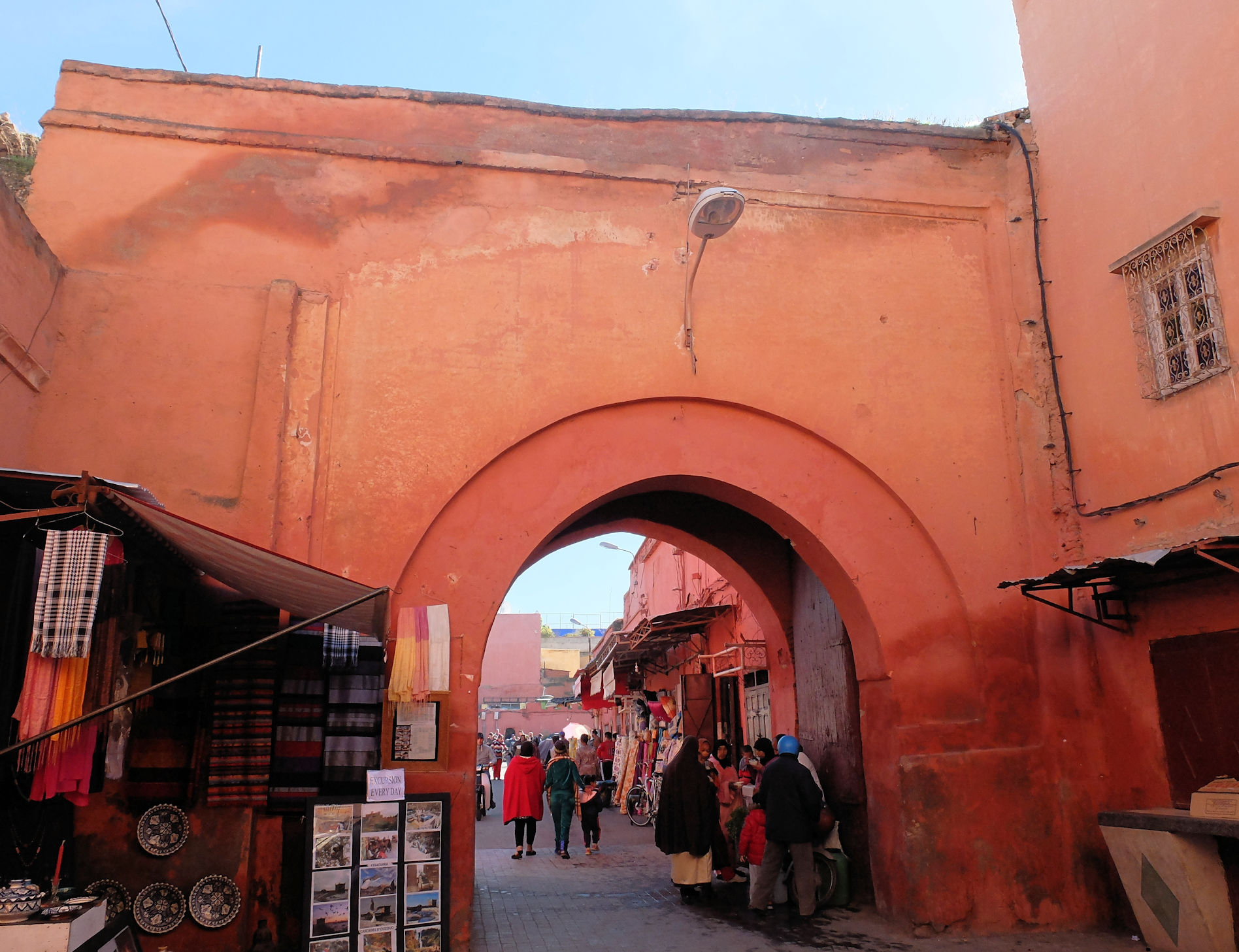
Les vestiges de Bab Taghzout tels qu'on les aperçoit aujourd'hui.

Datant de la période almoravide, il s'agissait de la porte nord d'origine de la ville jusqu'à ce que le sultan Mohammad ben Abdallah étende les murs de la ville autour du quartier de Sidi Bel Abbès au XVIIIe siècle,. Le nom de la porte, Taghzout, est d'origine historique ambiguë mais correspond à un toponyme berbère commun aux significations quelque peu variables ; il peut s'agir d'un village voisin aujourd'hui disparu situé au nord de la ville ou de la vallée de la rivière Tensift. La porte est également appelée Bab Sidi Bel Abbès (d'après le sanctuaire voisin). La porte ressemblait à Bab El Khemis dans sa configuration d'origine : elle était flanquée de deux bastions carrés et disposait d'ne entrée coudée par laquelle on entrait au nord et ressortait à l'ouest. Aujourd'hui cependant, la porte a perdu ses bastions et son passage coudé et il ne subsiste plus qu'une arcade monumentale sur la rue principale au sud de la Zaouïa de Sidi Bel Abbès . 
Bab Moussoufa (ou Bab Massufa) est une porte almoravide dont l'histoire est incertaine mais dont l'emplacement supposé était au nord-ouest de la ville, non loin de Bab Doukkala et à l'ouest de Bab Taghzout, près du quartier de Riad Laarous ,. Son nom provient de celui d'une tribu berbère almoravide. La percée moderne située à 300 mètres au nord de Bab Doukkala, au débouché de rue El Gza, revêt de nos jours le nom de cette ancienne porte disparue. 

### Bab ash-Shari'a
Bab ash-Shari'a, signifiant la "Porte de la justice/loi" (Shari'a), était la principale porte sud-ouest de la ville à l'époque almoravide,. Elle était située près d'un angle des murs juste à l'ouest de Bab er-Robb. La porte a été reconstruite pendant la période almohade lorsque Abu Ya'qub Yusuf a ordonné à son fils, Ya'qub (le futur al-Mansour), de déplacer cette section du mur plus au sud afin d'accueillir un nouveau quartier accueillant la population croissante de la ville. Cet ouvrage été bâti en août et septembre 1183 et une nouvelle porte, Bab ash-Shari'a, a été inaugurée par Abu Yusuf Ya'qub.L'emplacement de cette porte a depuis été bloqué et il est désormais occupé par le mausolée de l'imam Souheïli (l'un des sept saints de Marrakech), bien que des vestiges de la porte aient été observés et documentés au XXe siècle. Une grande zone de prière en plein air, appelée musalla ou msalla, était située juste à l'extérieur de la porte à l'époque almoravide et almohade (bien qu'elle ait pu être déplacée lors de la construction de la Kasbah).  Près de là se trouvait également un hippodrome pour les courses et l'entraînement équestres, équipé d'un pavillon à partir duquel le calife pouvait assister aux activités. Aujourd'hui, cette zone est occupée par un grand cimetière qui s'étend près de Bab er-Robb.

### Bab as-Saliha
C'était l'une des portes sud de la ville almoravide, du nom des jardins de Saliha au sud de la ville. Il était situé à peu près à l'endroit où le quartier de la Kasbah almohade a été créé plus tard, époque à laquelle la porte a probablement disparu. 

### Bab Yintan
Les chercheurs ne sont pas surs de l'identité et de l'emplacement de cette porte. C'était peut-être une porte sud de la ville située non loin de ce qui allait devenir plus tard le Mellah juif du côté est de la Kasbah, qui a depuis disparu sans aucune trace claire,. Une autre possibilité est qu'il s'agissait simplement d'un autre nom pour Bab Aylan ou, plus probablement, Bab Aghmat. L'historien français Gaston Deverdun, en particulier, a privilégié cette seconde hypothèse . 

## Autres portes mineures de la médina
Quelques autres portes, principalement créées au cours des derniers siècles, percent les remparts de la ville et ont leurs propres noms. D'autres passages, sans signature architecturale ni importance urbanistique particulière, ne portent pas de nom et ont été créées dans le simple but de faciliter la circulation entre l'intérieur et l'extérieur de la médina. Ces portes mineures incluent : 
- Bab Nkob : Bab Nkob est une porte récente créée pendant la période du protectorat français (1912-1956) pour relier l'ancienne médina au quartier de Guéliz créé dans les années 1910. Aujourd'hui, il s'agit simplement d'une brèche dans les murs à travers laquelle passe un axe important de la ville, l'avenue Mohammed V[9],[10],[11].
- Bab Jdid : Bab Jdid (la "nouvelle porte") est une autre porte récente située à l'ouest de la mosquée Koutoubia, près de La Mamounia. Elle donne accès au quartier huppé de L'Hivernage. Elle est traversée par une avenue[12],[2].

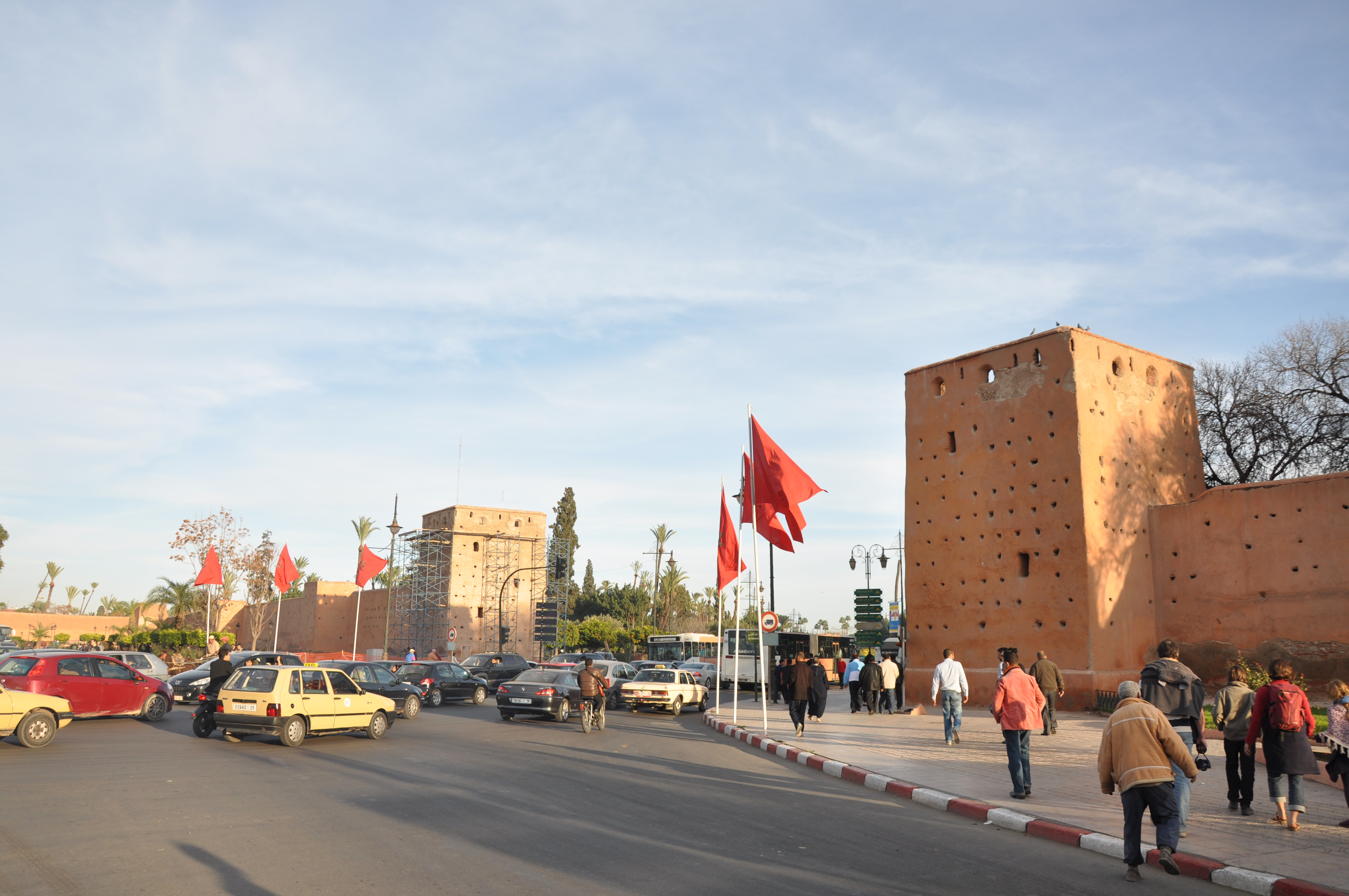
Bab Nkob aujourd'hui.
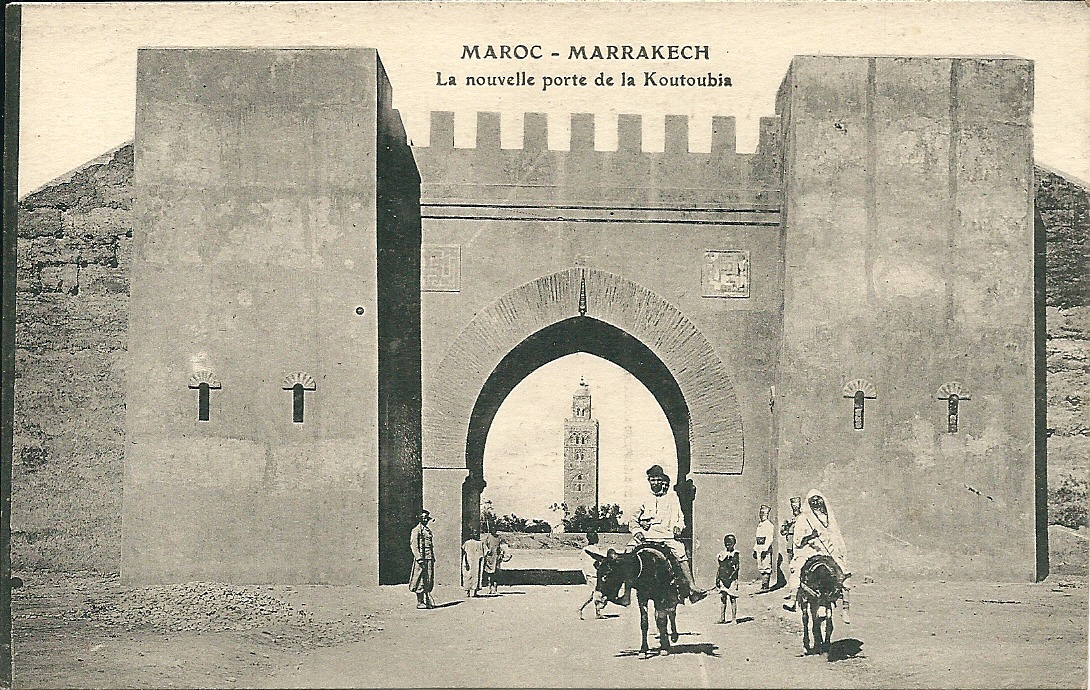
Bab Jdid dans une carte postale de 1919.

## Portes de la Kasbah

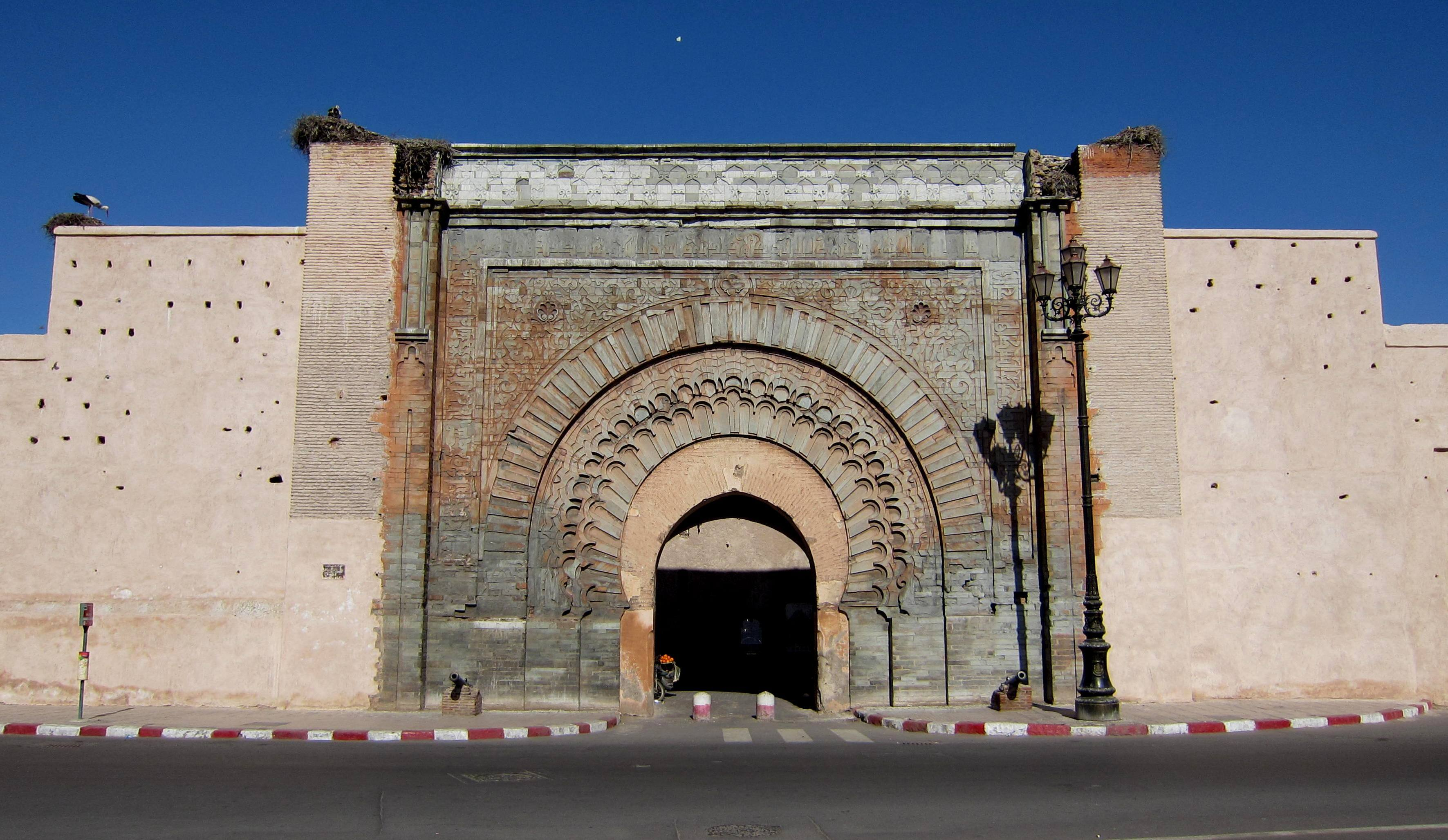
Bab Agnaou, la porte ornementale et l'entrée principale de la Kasbah.

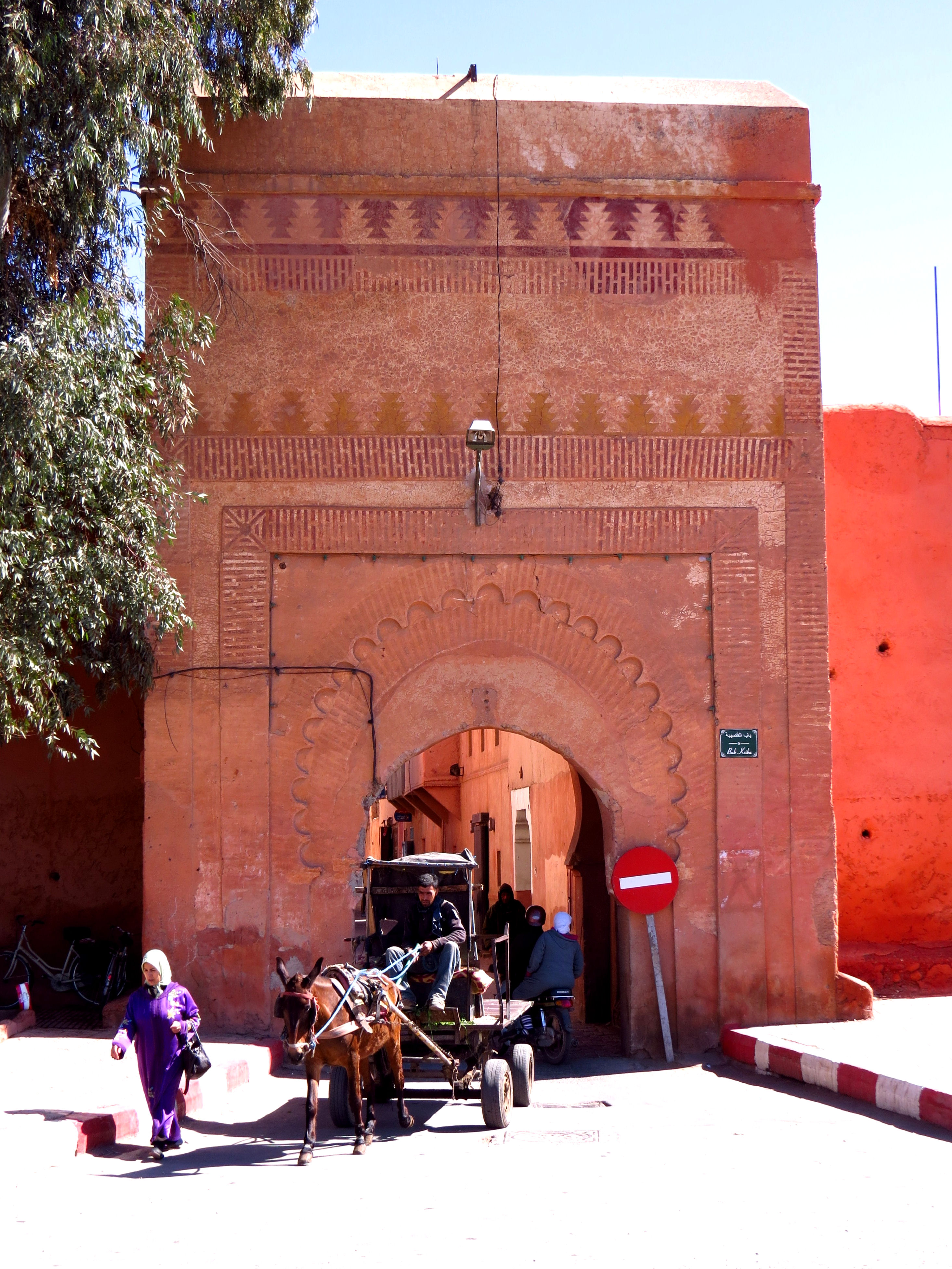
Bab Ksiba

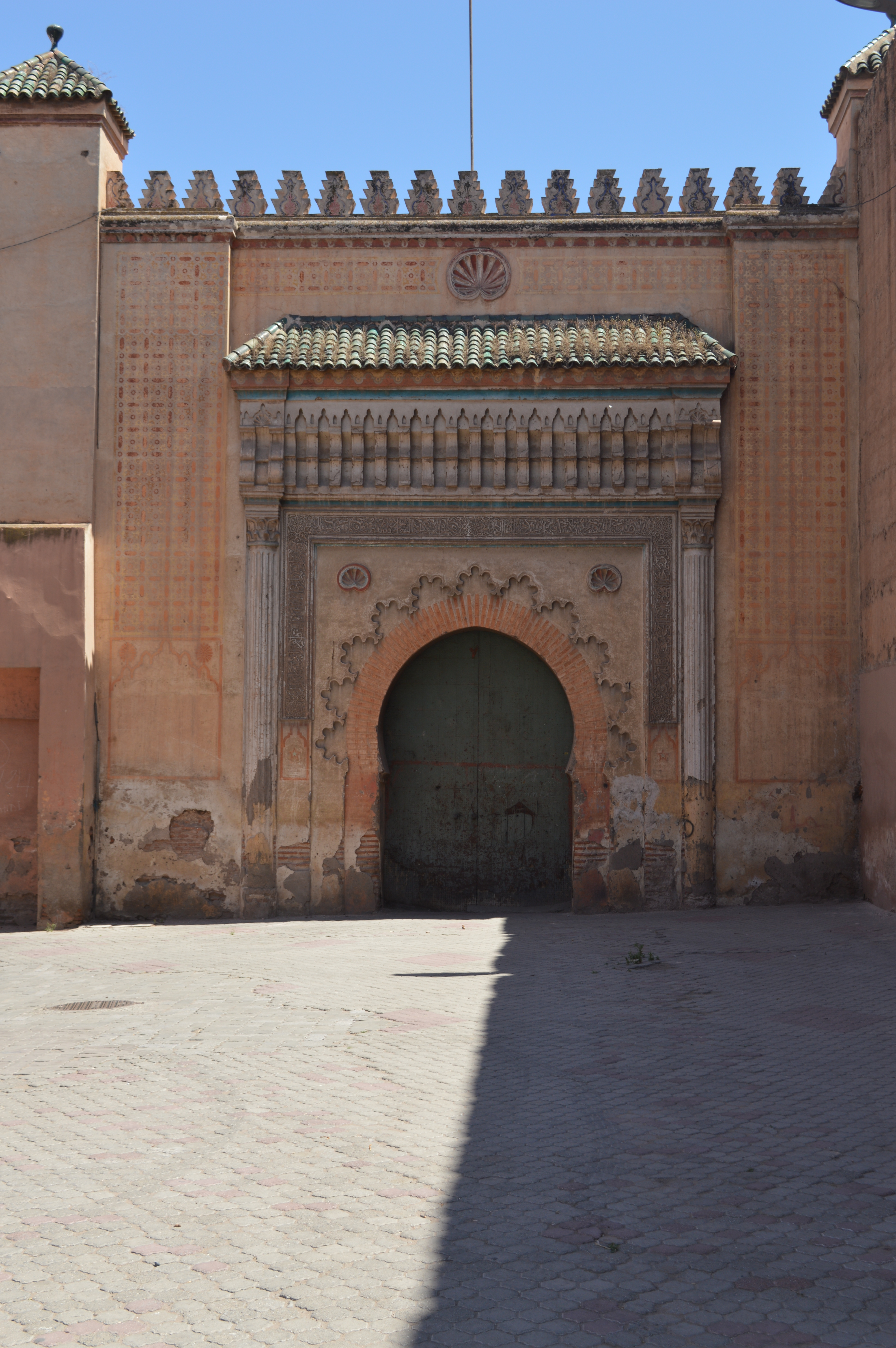
Bab Shkiru, une petite porte de l'actuel palais royal située juste à l'est du Palais Badi.

Les premières portes de la Kasbah datent de la période almohade, mais un certain nombre de portes ont été créées au fur et à mesure que la kasbah et le palais royal (Dar al-Makhzen) voisin furent étendus et redessinés pendant les périodes saadienne et alaouite. 

### Bab Agnaou
Bab Agnaou, une des portes de Marrakech les plus célèbres et les plus belles, était la principale entrée publique de la Kasbah. Le terme agnaw est un terme berbère désignant les peuples noirs (terme qui est à l'origine d'autres termes à l'instar de "gnaoua", mais aussi, de manière plus surprenante, celui de "Guinée". Néanmoins, la connotation de cette appellation demeure un mystère dans le cas de Bab Agnaou. La porte était également appelée Bab al-Qasr ("Porte du palais") et Bab al-Kuhl ("Porte du khôl"). Sa construction est attribuée à Ya'qub al-Mansur en 1188.
Elle est située juste à l'intérieur des murs de la médina, près de Bab er-Robb. La porte était à l'origine flanquée de deux tours de bastion et le passage à l'intérieur était une entrée coudée (tournant à 90 degrés avant de ressortir) traversant un grand vestibule voûté. Au sommet de la porte, une terrasse était accessible par un escalier intérieur. Cette disposition le rendait similaire à d'autres portes monumentales almohades telles que Bab er-Rouah à Rabat. Les tours et le vestibule couvert ont cependant disparu depuis, et la voûte originelle de la porte a été partiellement remplacée par une voûte plus petite en brique, restreignant la monumentalité de la porte. Néanmoins, la porte a conservé sa riche décoration sculptée dans la pierre de la période almohade, encore une fois comparable à celle de Bab er-Rouah et de Bab Oudaia à Rabat.  

### Bab Ksiba
Bab Ksiba (ou Bab Qusayba) est une petite porte ouest du quartier de la Kasbah,. Il s'agissait de l'entrée d'une autre petite kasbah (qusayba) qui était attenante à la kasbah principale de cette zone pour protéger le versant ouest du Grand Mechouar (une vaste place ouverte, toujours présente aujourd'hui, à l'entrée du palais royal) et le quartier Derb Chtouka. La date de sa construction n'est pas claire. Elle existait au début du XIXe siècle et a peut-être été construite sous Mohammad ben Abdallah au XVIIIe siècle, mais ne faisait presque certainement pas partie de la kasbah almohade d'origine. 

### Bab Berrima
Bab Berrima (également orthographiée Bab Barrima) était une porte permettant la circulation entre la ville principale (la médina) et la partie nord-est de la Kasbah royale. Elle existait à l'époque saadienne et aurait pu être utilisé par des travailleurs entrant et sortant lors de la construction du palais Badi. 

### Bab Shkiru
Cette porte mineure est située à l'angle nord-est de l'actuel Palais Royal. Elle a été construite sur ordre du sultan Moulay Hassan (régnant de 1873 à 1894) afin de faciliter l'accès au palais. Elle doit son nom au qadi qui était chargé de sa construction

### Autres portes sud de la Kasbah et desméchouars
Sous Mohammed ben Abdallah (gouverneur de Marrakech après 1746, puis sultan de 1757 à 1790), le palais royal (Dar al-Makhzen) de la Kasbah a été rénové et agrandi. Cette expansion a principalement progressé vers le sud, où le sultan a construit un certain nombre de mechouar (places officielles à l'entrée du Palais Royal où des cérémonies et réceptions royales pouvaient avoir lieu). Ceux-ci occupaient un grand espace entre le palais royal principal au nord et les jardins Agdal au sud. Ces mechouars étaient accessibles par un certain nombre de portes dotées de leurs propres noms, et ce bien que de nombreuses portes présentent un intérêt historique ou architectural mineur. D'est en ouest, ces portes étaient : 
- Bab Ahmar : Bab Ahmar ("Porte rouge", également orthographiée Bab Hmar) est l'entrée orientale du Mechouar[12], [1]. Elle est située dans le coin sud du cimetière de Bab Aghmat. La porte date du règne de Mohammad ben Abdallah et a peut-être été réalisée par Ahmad al-Inglisi, qui était responsable de la construction et de la restauration de divers monuments à travers le Maroc de cette époque[8]. La porte servait également de grand poste de garde. Sa terrasse pouvait en effet abriter de l'artillerie légère. Le quartier près de la porte était principalement habité par des domestiques et des soldats noirs africains travaillant pour le Palais Royal[8].
- Bab al-Furma : Cette porte se situe entre le district de Bab Ahmar à l'est et le Mechouar extérieur (également appelé Mechouar al-Barrani) à l'ouest. Son nom signifie "Porte de la brèche"[8].
- Bab al-Harri : Cette porte marque le passage entre le Mechouar extérieur et le quartier de Berrima au nord. Son nom signifie "Porte des silos" (ou greniers)[8].
- Bab al-Riyal : Cette porte menait du Méchouar extérieur au palais du khalifa. L'origine de son nom n'est pas claire[8].
- Bab er-Rih : Cette porte menait du Mechouar extérieur au Mechouar intérieur (également appelé Mechouar al-Wastani) à l'ouest. Son nom signifie "Porte du vent", bien que l'origine de cette appellation ne soit pas claire. De l'autre côté du Mechouar, en face de cette porte, se trouve une autre porte monumentale (sans nom) sur laquelle un passage le long du haut du mur permettait un passage direct et discret entre le palais et les jardins de l'Agdal au sud[8] : 498. Au-delà de cette porte et de ce mur se trouvait le vaste Grand Méchouar. Après sa construction, la porte fut à nouveau restaurée par le sultan Moulay Hassan entre 1873 et 1894[8].
- Bab al-Akhdar : Signifiant la "Porte verte", c'était l'entrée principale du Palais Royal au milieu du côté nord du Méchouar Intérieur (la partie nord du palais était également connue sous le nom de Qasr al-Akhdar ou "le Palais vert")[8].
- Bab Bu 'Uqqaz : du nom d'un qadi chargé des constructions du palais, c'est l'entrée principale du Palais Royal depuis le Grand Méchouar (à l'ouest du Méchouar Intérieur), où plusieurs ambassadeurs ont été reçus. Il est situé dans le coin nord-est de ce méchouar[8].
- Bab Ighli : à l'ouest du Grand Méchouar, au bout d'une rue du même nom reliant ces deux murs, se trouve une porte connue sous le nom de Bab Ighli (également orthographié Bab Irhli), du nom du maçon qui a construit la porte d'origine[8],[12]. Au sud de la porte se trouve le cimetière de Sidi A'mara[8]. Une autre porte (au nom incertain) à l'extrémité est de la même rue, en bordure du Grand Méchouar, se distingue par la tour singulière qui la domine du côté nord. La tour, surmontée d'un toit pyramidal en tuiles vertes et dotée d'un petit balcon en bois, est en fait le minaret de l'ancienne mosquée de Derb Chtouka (du nom d'une rue du quartier voisin), une mosquée du XVIIIe siècle (également bâtie par le sultan Mohammad ben Abdallah) qui a depuis disparu[8].

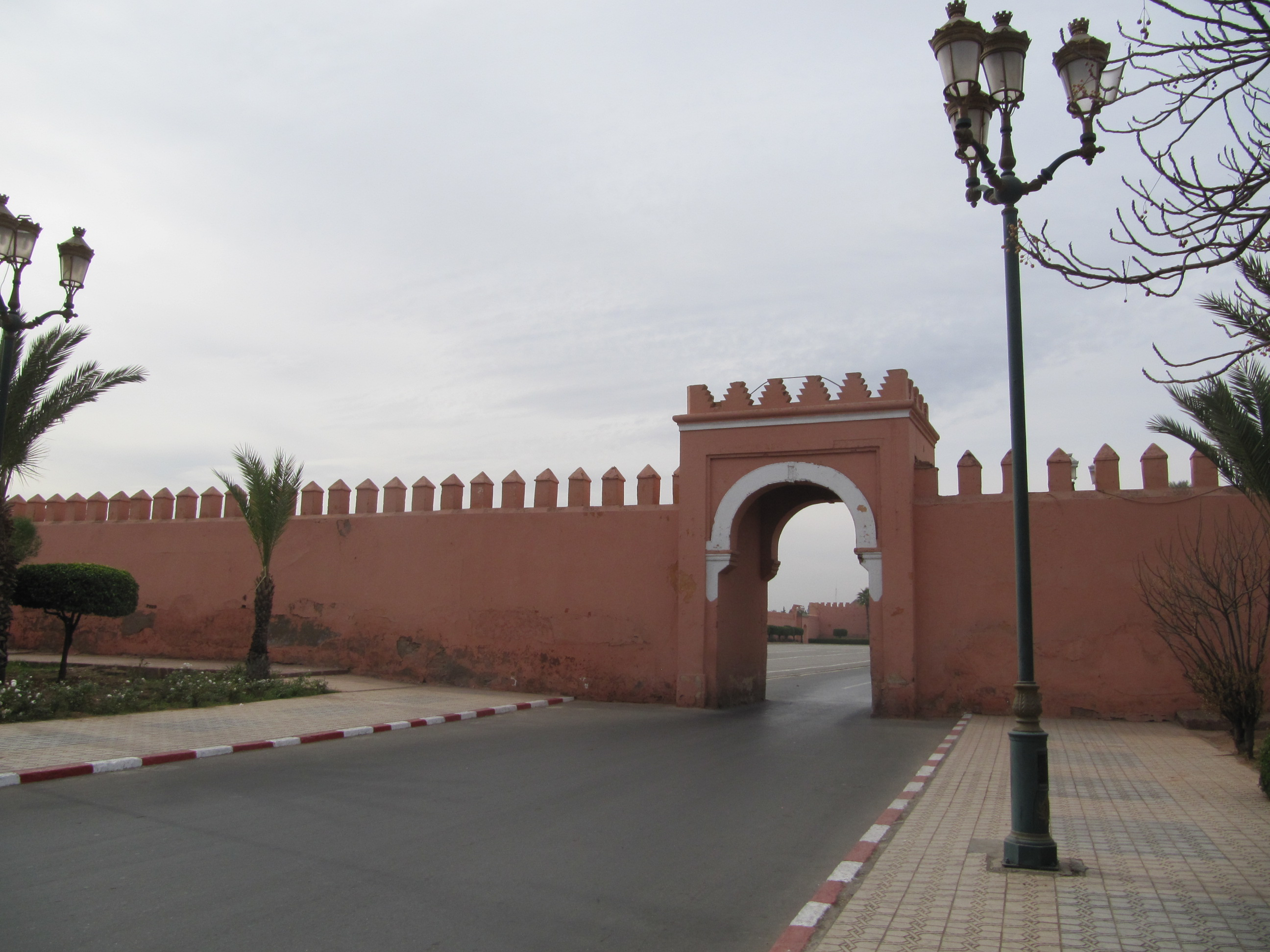
Bab er-Rih, la porte orientale du Mechouar intérieur, près de l'entrée du Palais Royal
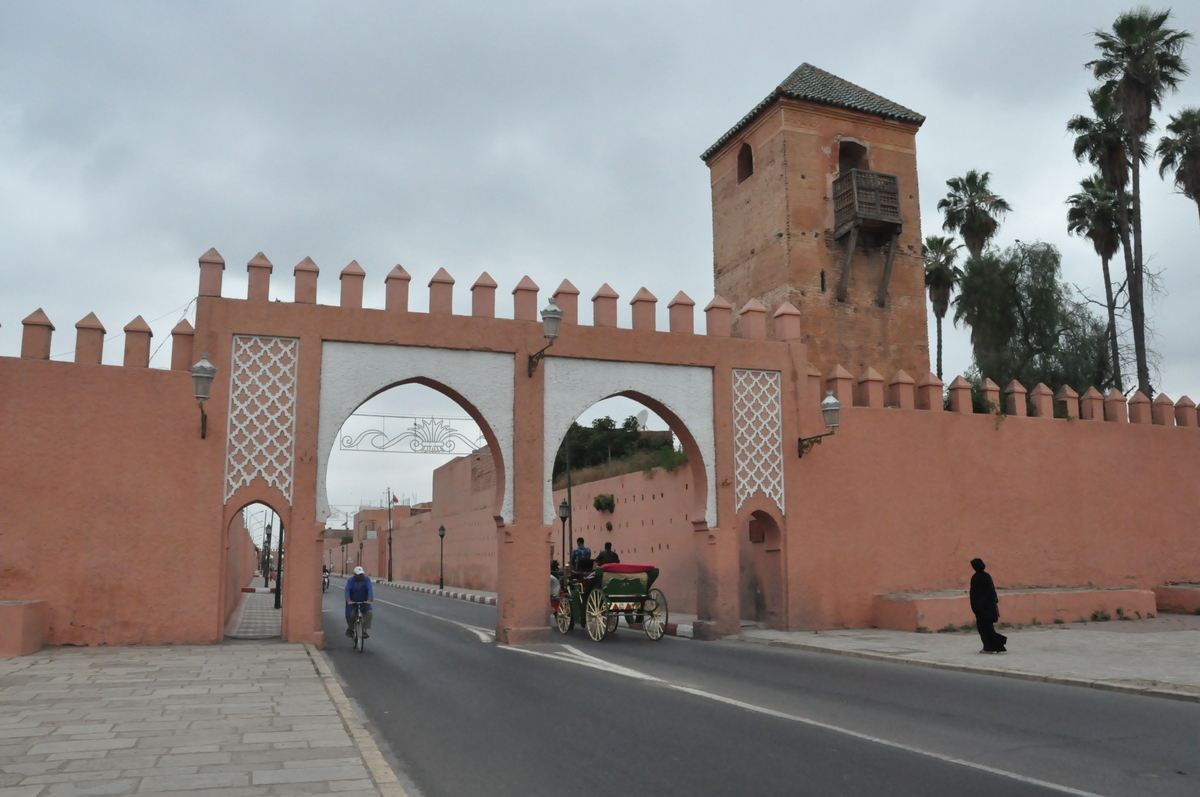
La porte du côté ouest du Grand Mechouar (vers la rue Bab Ighli). La tour de droite est le minaret de l'ancienne mosquée de Derb Chtouka datant du XVIIIe siècle.
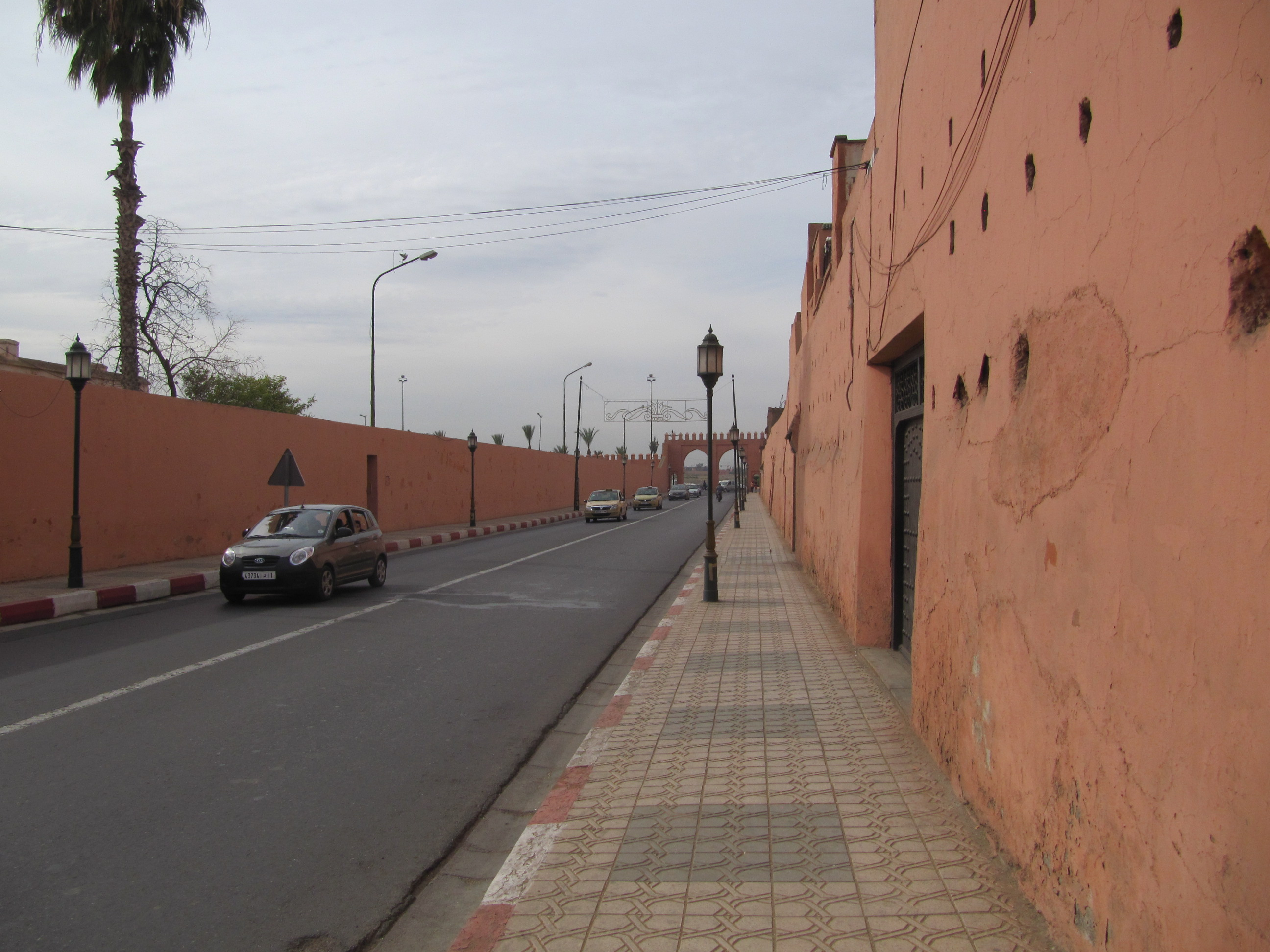
La rue Bab Ighli, photographiée vers l'ouest en direction de la porte Bab Ighli (visible au loin).

### Anciennes portes de la kasbah almohade
Un certain nombre de portes existaient dans la kasbah almohade d'origine qui ont pour la plupart disparu aujourd'hui, en particulier les portes intérieures qui permettaient le passage entre les trois principaux quartiers de la kasbah. Ils comprennent: 
- Bab as-Sadat' : Tandis que Bab Agnaou était la principale entrée publique de la Kasbah pour le commun des mortels, les hauts fonctionnaires et les membres de la famille royale du régime almohade entraient par une porte connue sous le nom de Bab as-Sadat (qui se traduit par "porte de les nobles")[8]. Elle était probablement située dans le mur extérieur occidental de la Kasbah, leur permettant d'entrer directement dans la Kasbah sans avoir à traverser la ville. À l'intérieur, la porte conduisait à la place principale (lasaraq ) dans le quartier situé au centre-ouest de la kasbah, qui à son tour permettait d'accéder aux palais du calife. À l'extérieur des murs, près de cette porte, se trouvait un important cimetière [1].
- Bab as-Saqa'if : Signifiant "Porte des portiques", cette porte était située le long de la rue principale reliant la place principale (lasaraq ) dans la partie centre-ouest de la kasbah à une autre place principale en face de la Mosquée de la Kasbah au nord. La porte était donc la principale entrée nord de lasaraq de ce côté, et se situait à peu de distance de Bab as-Sadat, qui permettait d'accéder à la même place directement depuis l'extérieur de la ville .
- Bab at-Tubul : Signifiant "Porte des tambours", cette porte était située à l'extrémité nord de la rue à portiques qui partait de Bab as-Saqa'if et permettait d'accéder à la place en face de la mosquée de la Kasbah
- Bab ar-Riyad : Signifiant "porte du riad " (se référant à une demeure dotée d'un jardin intérieur), c'était l'entrée personnelle du calife dans son palais.
- Bab al-Ghadr : Signifiant la "porte de la trahison", cette porte est en partie un mystère et apparaît dans des sources historiques, notamment dans une anecdote dans laquelle le calife almohade al-Murtada a été forcé d'abattre les vantaux de la porte en tentant de fuir la ville en 1266-67.  C'était peut-être une porte de poterne située sur le côté sud de la kasbah .
- Bab al-Qarraqin : Signifiant "porte des cordonniers", il s'agissait essentiellement d'une porte de service de la kasbah située sur son côté nord et permettant l'accès à la ville principale à des fins d'approvisionnement. La porte était probablement de caractère modeste.
- Bab al-Bustan : Signifiant "porte du jardin, cette porte était située à l'extrémité sud du quartier du palais et permettait le passage du palais aux jardins de l'Agdal au sud de la Kasbah. L'historien français Deverdun pensait que la porte était peut-être située à l'emplacement actuel de l'entrée principale du palais royal contemporain, qui est alignée avec les jardins.